# Jonas Fornelius
Jonas Laurentii Fornelius, född 1635 i Uppsala, död där 1679, var en svensk astronom, matematiker och präst.
Fornelius var son till Lars Fornelius och Anna Andersdotter Helsingia, dotter till kyrkoherden Anders Erici Helsingius och Brita Nilsdotter. Han studerade i Leiden i Tyskland där han 1659 blev filosofie doktor. Vid Uppsala universitet blev han 1664 Johannes Jacobi Bureus efterträdare som professor i astronomi och 1669 i matematik, samt därjämte pastor i Funbo socken år 1674. Åren 1667 och 1674 var han även universitetets rektor.
Fornelius föreläsningar omfattade planetteori, beräkningar av förmörkelser, geografi och gnomonik samt sfärisk trigonometri. Han var en skicklig mekaniker och glasslipare och kunde därför tillverka sina egna instrument för astronomiska observationer, däribland teleskop, tubkikare och mikroskop.
Betecknande för Fornelius personlighet är akademiska konsistoriets yttrande om honom, att "han med sitt grassate-ridande och natteskiutande bättre, kanske, tiente vara i knechtehopen än i publico docendi munere sittia". 
Fornelius gifte sig omkring 1670 med Maria Mackeij, dotter till bruksägaren Isaac Mackey och Anna Leufstadia. Änkan gifte om sig med professor Henricus Schütz.